# Mateo Carro
Mateo Carro, vollständiger Name Mateo Gastón Carro Gaiza, (* 27. Oktober 1994 in Atlántida) ist ein uruguayischer Fußballspieler.

## Karriere
Der 1,81 Meter große Mittelfeldakteur Carro absolvierte in der Spielzeit 2011/12 acht Partien (kein Tor) in der Primera División für Centro Atlético Fénix. Zudem kam er einmal (kein Tor) in der Copa Sudamericana zum Einsatz. Anfang März 2013 wechselte er auf Leihbasis zu Boston River, kehrte aber bereits im Juli 2013 zu Fénix zurück. In der Spielzeit 2014/15 wurde er dort siebenmal (ein Tor) in der höchsten uruguayischen Spielklasse eingesetzt. Während der Saison 2015/16 absolvierte er zehn weitere Erstligaspiele (kein Tor). Anfang Februar 2016 wurde er von Fénix' Ligakonkurrenten Juventud verpflichtet und kam beim Klub aus Las Piedras zu sechs Ligaeinsätzen in der Clausura 2016. Es folgten elf weitere Erstligaeinsätze in der Saison 2016. Einen Treffer erzielte er nicht für den Klub. Ende Januar 2017 schloss er sich dem Zweitligisten Deportivo Maldonado an.